# جوزپه پورلی
جوزپه پورلی (ایتالیایی: Giuseppe Porelli؛ ‏ ۲۴ نوامبر ۱۸۹۷ – ۵ مارس ۱۹۸۲) بازیگر اهل ایتالیا بود.
از فیلم‌هایی که وی در آن نقش داشته‌است، می‌توان به دام عشق، ژاندارم سن-تروپه، فقر و نجابت، آخرین داوری، مؤسسه ریکوردی، ایستگاه آخر، پاریس همیشه پاریس است، چرخ‌وفلک ناپل، هارلم، نخستین عشق، مردان خشن، دن کامیلو: عالی‌جناب، ناپل همیشه ناپل است و ده فرمان اشاره کرد.